# Église protestante de Neudorf

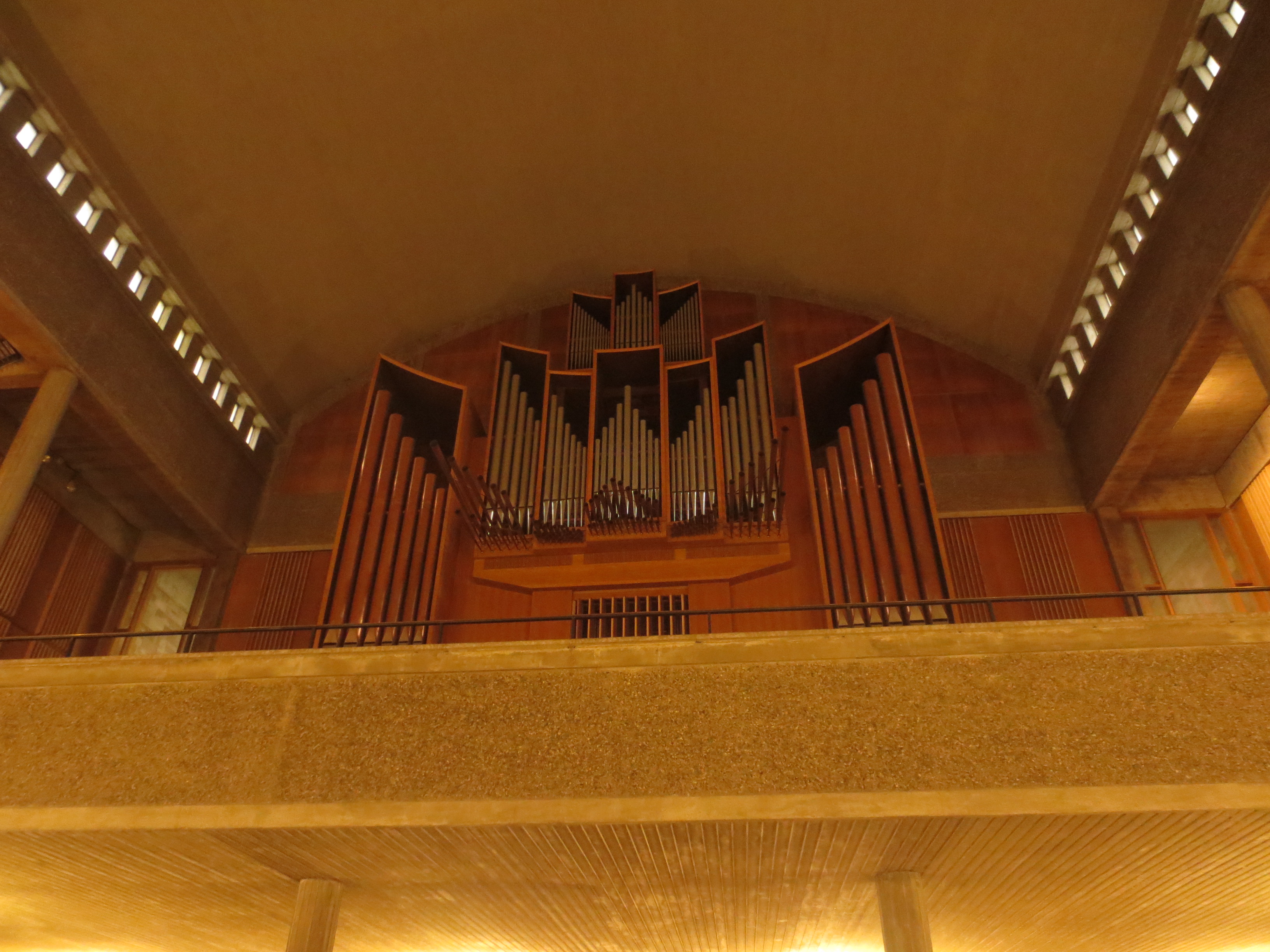

L'église protestante de Neudorf est une église située dans le quartier du Neudorf à Strasbourg dans le département du Bas-Rhin en région Alsace. Elle se trouve route du Polygone.
La première église protestante du quartier, de style néo-roman, est construite entre 1884 et 1886. Elle est lourdement endommagée par un bombardement le 6 septembre 1943.
Une nouvelle église, au style contemporain comportant un grand campanile, est construite entre 1959 et 1962.
L'orgue a été construit en 1966 par Alfred Kern, sur les recommandations d'Albert Schweitzer.